# Baltasar de Muntaner i de Çacosta
Baltasar de Muntaner i de Çacosta fou paborde de Berga, posteriorment fou abat del monestir de Sant Cugat del Vallès (1696-1711) i nomenat arquebisbe de la ciutat de Mèxic el 1711, càrrec al qual renuncià. Va ésser nomenat President de la Generalitat de Catalunya el 22 de juliol de 1683.
Va ser fill de Pere de Muntaner i de Solanell, doctor en drets, i de Teresa de Çacosta i de Sunyer, de família de juristes (vegeu casa Montaner).
Durant el seu mandat com a president de la Generalitat tornen les invasions franceses amb la Guerra de les Reunions. Formalment la guerra és declarada el novembre de 1683 i Carles II demana a la Generalitat que prepari un terç de 400 homes. Serà el març de 1684 quan 16.000 francesos amb el mariscal Bellesfonds al front creuen la frontera i conquesten l'Empordà. El virrei Alexandre de Bournonville defensà heroicament Girona el maig de 1684. Amb tot, el fet de no atacar i restar a la defensiva li acabaria costant el càrrec, i va ser substituït per Diego Dávila Mesía y Guzmán el 6 d'octubre de 1684. La pau s'havia signat abans, el 15 d'agost, i prorrogava la Pau de Nimega durant vint anys més. Amb tot, la Generalitat continuava reclamant una millora de les defenses a la frontera, sempre precàries. La incapacitat de la hisenda i la intendència reial obligava els seus soldats al pillatge i de retruc tensionava el clima social amb la pagesia. Aquesta situació va acabar desembocant en la Revolta dels Gorretes.